# Črešnjevec ob Bistrici
Črešnjevec ob Bistrici (Duits: Kerschdorf) is een plaats in Slovenië en maakt deel uit van de gemeente Bistrica ob Sotli in de NUTS-3-regio Savinjska. De plaats telde 77 inwoners op 1 januari 2020.